# Geoffrey Bowers

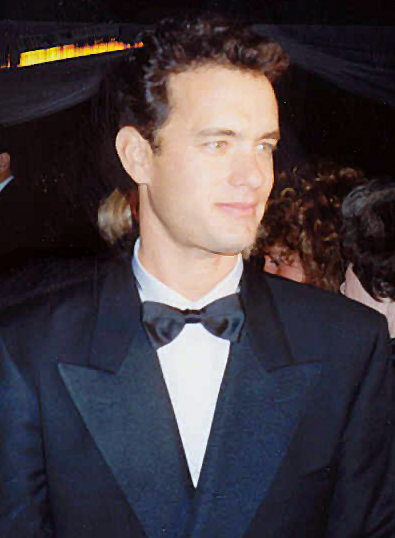
Tom Hanks interpretó a Bowers bajo el nombre de Andrew Beckett.

Geoffrey Francis Bowers (Cambridge, 29 de diciembre de 1953 — Boston, 30 de septiembre de 1987) fue un abogado estadounidense que demandó a su estudio jurídico por despido sin causa en los años 1980, alegando razones de serofobia y por su orientación homosexual.
Su historia inspiró la película Philadelphia, la primera en mostrar el VIH/sida y la homofobia, se estrenó en 1993.

## Biografía

### Baker McKenzie
En agosto de 1984 fue contratado por Baker McKenzie, una prestigiosa firma de abogados multinacional.

## Legado

### Philadelphia
En 1987 mientras se desarrollaba el juicio, Bowers fue entrevistado por Scott Rudin; productor de TriStar Pictures. A fines de 1993 se estrenó Philadelphia donde Tom Hanks interpretó a Bowers bajo el nombre de Andrew Beckett.
La película mostró al mundo la serofobia y fue aclamada, pero en enero de 1994 la familia de Bowers demandó a TriStar por incumplimiento de contrato, ya que la película no reconoce a Geoffrey a pesar de ser casi idéntica a los últimos años del abogado; incluida la escena del espejo que sucedió en la audiencia de 1987. El pleito terminó con un arreglo extrajudicial.